# Cruria papuana
Cruria papuana là một loài bướm đêm trong họ Noctuidae.